# Il dottor Pulder coltiva papaveri
Il dottor Pulder coltiva papaveri (Dokter Pulder zaait papavers) è un film drammatico del 1975 diretto da Bert Haanstra, tratto dal romanzo De nagel achter het behang dello scrittore e sceneggiatore olandese Anton Koolhaas.
Nel 1976 è stato presentato in concorso alla 26ª edizione del Festival di Berlino ed è stato designato come film rappresentante il cinema olandese alla selezione per l'Oscar al miglior film straniero, venendo però escluso dalla candidatura.

## Trama
Il dottor Pulder, medico di una piccola città rurale olandese, riceve la visita del neurochirurgo Hans van Inge Liedaerd che si presenta come suo ex compagno di studi. In realtà l'intenzione di quest'ultimo, diventato un tossicodipendente, è quella di rubare la sua morfina e una volta riuscitovi scompare dalla casa di Pulder. Dopo la sua morte per overdose, Pulder inizia a frequentare la vedova, allontanandosi sempre di più dalla famiglia e dal suo lavoro.

## Produzione
Il film è stato girato nei Paesi Bassi, a Blokzijl, nel villaggio di Haarzuilens e nel Kurhaus di Scheveningen, e in Belgio a Ostenda.

## Distribuzione
Il film è stato distribuito nei Paesi Bassi dal 9 ottobre 1975.
Oltre al Festival di Berlino ha partecipato al Toronto International Film Festival (17 settembre 1977) e in anni più recenti al Film by the Sea di Flessinga (14 settembre 2014).

## Colonna sonora
Nel 1979 l'etichetta olandese BV Haast Records ha pubblicato la colonna sonora del film in Otto Ketting - Filmmusic for 3 Films by Bert Haanstra, contenente anche quelle di La foresta che vive (1972) e Alleman (1964).